# Aida Kamel
Aida Kamel (1931 - El Cairo, 7 de septiembre de 2020) fue una actriz egipcia de cine, teatro y televisión, cuya carrera inició en la década de 1950.

## Biografía
Nació en 1931. Se vinculó a la industria del cine egipcio a comienzos de la década de 1950, registrando apariciones en las películas Wahiba malikat al-ghagar (1951), Ma takulshi la hada (1952), Hadassa zata laila (1954) y Mawed maa el-Maghool (1959). En 1985 interpretó el papel de Aarous Al Bohour en la serie de televisión Alf Lilah Wa Lilah y en la década de 1990 destacó en producciones para televisión como Alless Allazi Ohibouh y Hawanem Garden City. En total, Kamel apareció en cerca de 120 producciones para cine, teatro, televisión y radio en su país.
Falleció en la capital egipcia el 7 de septiembre de 2020 a los ochenta y nueve años luego de pasar tres semanas internada en un hospital por problemas de estómago y colon.

## Filmografía destacada

### Cine y televisión
- 1998 - Hawanem Garden City
- 1997 - Alless Allazi Ohibouh
- 1985 - Alf Lilah Wa Lilah
- 1979 - Iskanderija... lih?
- 1959 - Mawed maa el-Maghool
- 1955 - Fajr
- 1954 - Hadassa zata laila
- 1952 - Ma takulshi la hada
- 1951 - Wahiba malikat al-ghagar